# 6158 Сьосамбецу
6158 Сьосамбецу (6158 Shosanbetsu) — астероїд головного поясу, відкритий 12 листопада 1991 року.
Тіссеранів параметр щодо Юпітера — 3,664.
Названо на честь села Сьосамбецу (яп. しょさんべつ(初山別) сьосамбецу).